# Honthy Hanna
Honthy Hanna (eredetileg Hügel Hajnalka, Hajnal Hajnalka; Budapest, 1893. február 21. – Budapest, 1978. december 30.) Kossuth-díjas magyar színésznő, operettprimadonna, érdemes és kiváló művész.

## Élete

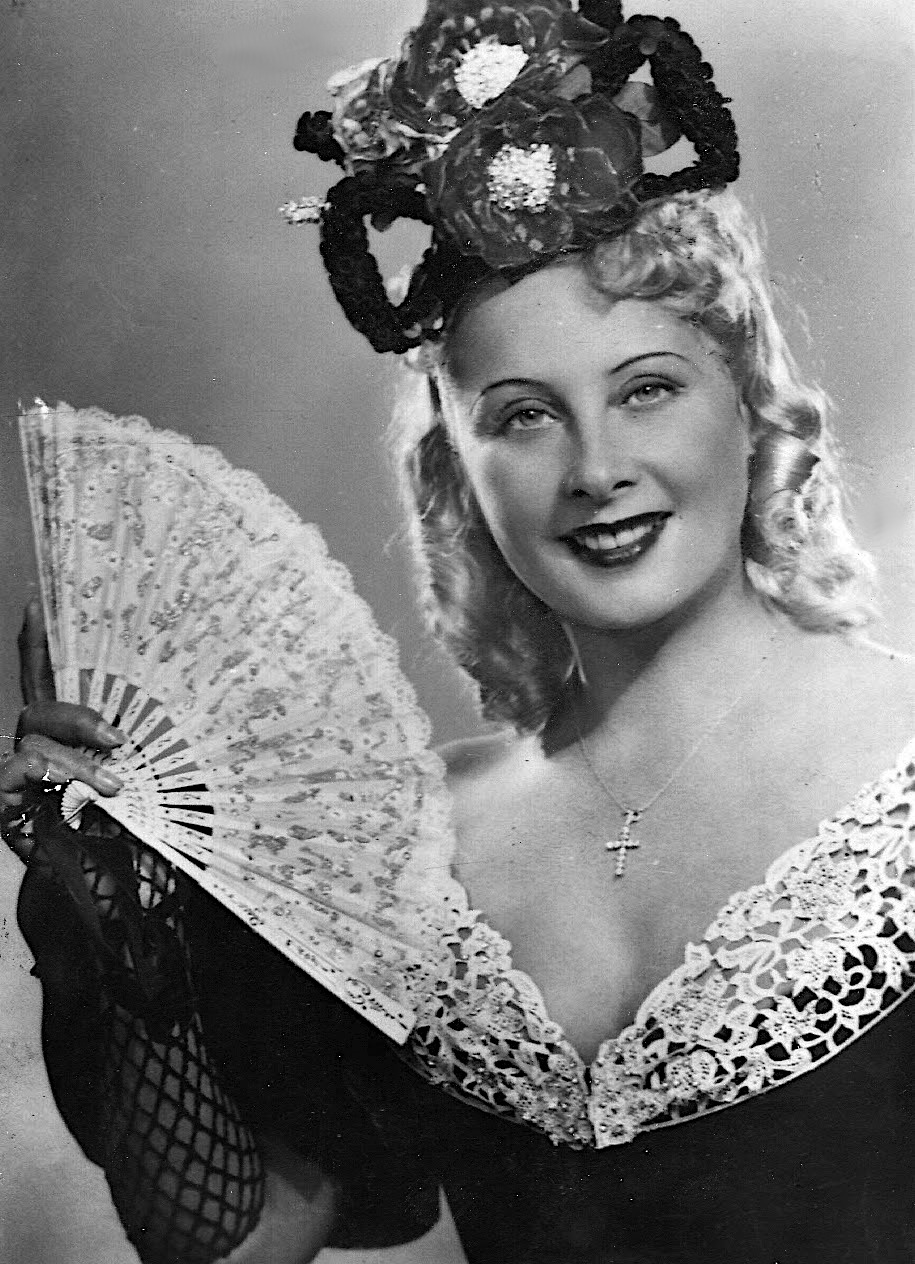
Honthy Hanna 1935 körül

Hügel János nagyváradi születésű nyomdász és Hanrich Emma varrónő lánya, élete az erzsébetvárosi Nefelejts utca 8. egy földszinti udvari lakásából indult. 10 éves korában felvették az Opera balettiskolájába, de a szólókarrierhez nem volt megfelelő a testalkata. Egy gazdag mecénás segítségével színi tanulmányait magánúton végezte el 1914–15-ben Rákosi Szidi, 1915–17-ben Bárdi Ödön tanítványaként, később a világhírű tenorista, Anthes György tanította énekelni. Tehetsége csak a kiinduló pont volt pályájához: hatalmas szorgalommal, minden lehetséges eszközzel küzdött egész életén át azért, hogy képességeihez mért szerephez jusson a magyar színjátszásban. Talán ő volt az utolsó igazi operettprimadonna, még idős korában is, csaknem élete végéig.
Évtizedeken át volt a XII. kerületi Deres utca lakója. A híres villa kerítésére nem került emléktábla, ahogy a Nefelejcs utcai szülőházára sem.

## Pályája
Rákosi Szidi színiiskolájának elvégzése után szerződtette a Népopera, ahol a Tengerész Kató című operettben szerepelt, már mint Hajnal Hajnalka, de a várt átütő siker elmaradt. Ezután Pozsonyban és Debrecenben lépett fel. 1919. július 29-én Debrecenben férjhez ment dr. Halmos Géza miniszteri tanácsoshoz, aki megalkotta számára a Honthy Hanna művésznevet. 1922-ben elváltak. 1916-tól a főváros különböző színházaiban – Vígszínház, Revü Színház, Blaha Lujza Színház, Király Színház, Belvárosi Színház – kapott szerződést.
1922-ben, A bajadér című Kálmán Imre-operett Király színházi előadásán mérte össze tudását, tehetségét a kor ünnepelt, nála 14 évvel idősebb primadonnájával, Fedák Sárival. Neve ettől kezdve vált igazán ismertté Budapesten.
1923. június 30-án Budapesten, a Terézvárosban ismét férjhez ment. Második férje gyöngyösi Petheő Miklós Imre orvos volt. 1939-ben tőle is elvált.
1925–27-ben és 1949-től a Fővárosi Operettszínház tagja volt, bár csak egyes szerepekre szerződött. Prózai színházakban is sikerrel szerepelt, de elsősorban az operett és a daljáték műfajának volt vezető énekese, évtizedeken át ünnepelték mint primadonnát. Igazi sztár volt a színpadokon, otthon és külföldön egyaránt hatalmas sikert aratott képességeivel és egyedi hangfekvésével.
A második világháború után Gáspár Margit szerződtette a Fővárosi Operettszínházhoz a már jóval 50-en túli primadonnát. Operettek átdolgozásával (Csárdáskirálynő, Luxemburg grófja stb.) kreálták számára a „grande dame” szerepkört, egy-egy korábbi szerepet felnagyítva (Mme Fleury, Cecília).
Honthy csak a színháznak élt; ezt magánélete megsínylette, mindhárom férje megélte ezt a tényt. Még 70 éves korában is énekórákra járt, és 80. születésnapján is fellépett még egyszer.
Filmen keveset játszott, 1941-ben a Régi nyárban korábbi színpadi sikerét elevenítette fel, szerepelt a Déryné (1951), a Díszelőadás (1955) és mint az operett múzsája, a Bástyasétány '74 című alkotásokban.

## Főbb szerepei
- Médi (Schubert–Berté: Három a kislány)
- Riki, a legkedvesebb manöken Oscar Straus: Bálkirálynő
- Királyné (Szirmai Albert: Mézeskalács)
- Kőrösházy Ilona (Lehár Ferenc: Cigányszerelem)
- Friderika (Lehár Ferenc)
- Antónia (Huszka Jenő: Mária főhadnagy)
- Anna nagyhercegnő (Offenbach: A gerolsteini nagyhercegnő)
- Hansi (Lajtai Lajos: Három tavasz)
- Juliette, Mme Fleury (Lehár Ferenc: Luxemburg grófja)
- Csárdáskirálynő, Cecília (= Anhilte) (Kálmán Imre: Csárdáskirálynő)
- Lilian (de Fries Károly: A romantikus asszony)
- Júlia (Ábrahám Pál–Földes Imre–Harmath Imre: Júlia)
- Nadja Petrovna (Ábrahám Pál–Földes Imre–Harmath Imre: Fehér hattyú)
- Mária (Békeffi István–Lajtai Lajos: A régi nyár)

## Filmjei

### Játékfilmek

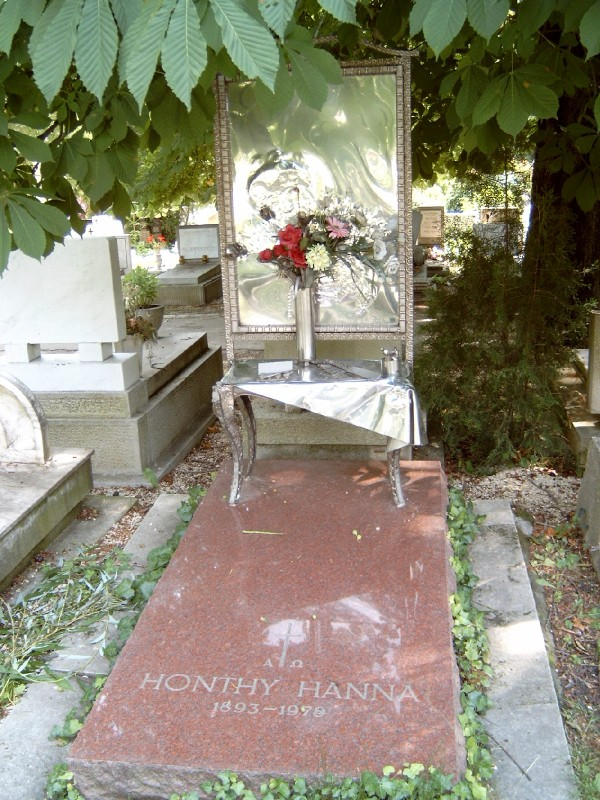
Sírja Budapesten, Farkasréti temető: 25-1-61 (Varga Imre szobrászművész alkotása)

- Budapesti hangos filmkabaré (1931)
- Régi nyár (1942)
- Déryné (1951)
- Díszelőadás (1955)
- Bástyasétány ’74 (1974)

### Tévéfilmek
- Csárdáskirálynő (1963)
- Szilveszter 1967 (1967)
- Szilveszter 1973 (1973)
- Nyolcvanéves Cecília (1973)

## Díjai, elismerései
- Érdemes művész (1950)
- Kossuth-díj (1953)
- Kiváló művész (1953)
- Munka Érdemrend (1956)[7]
- A Magyar Népköztársaság Zászlórendje II. fokozata (1973)[8]
- A Magyar Népköztársaság Zászlórendje (1978)[9]
- Kálmán Imre-emlékplakett (2018, posztumusz)[10]
- Erzsébetváros díszpolgára (2019, posztumusz)

## Emlékezete
Nevét viseli a (233893) Honthyhanna kisbolygó.